# John E. Sununu

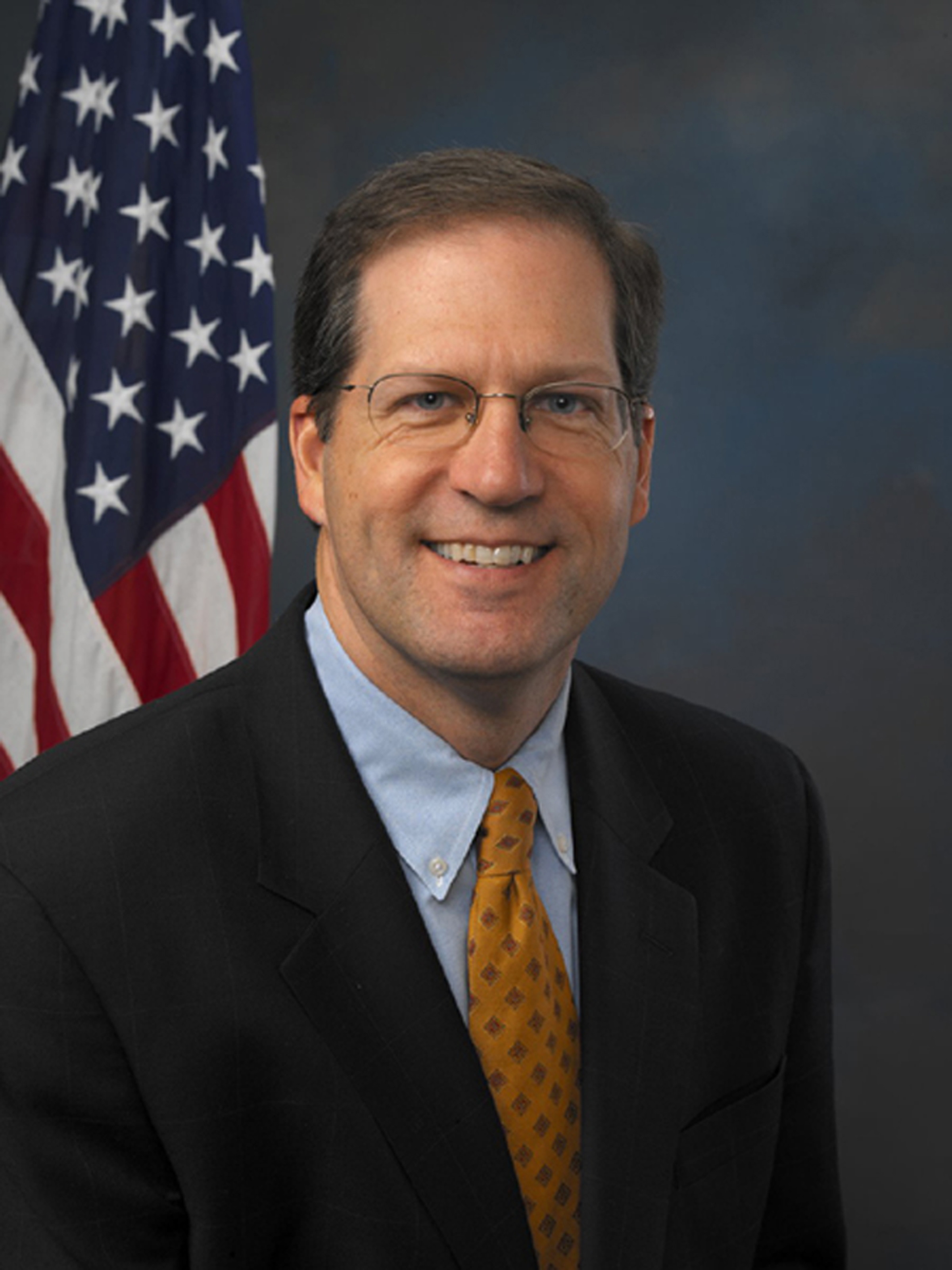
John E. Sununu

John Edward Sununu (* 10. September 1964 in Boston, Massachusetts) ist ein US-amerikanischer Politiker.

## Leben
Sein Vater John H. Sununu ist der ehemalige republikanische Gouverneur von New Hampshire. Einer seiner Brüder ist der US-amerikanische Politiker Chris Sununu, der am 8. November 2016 die Gouverneurswahlen in New Hampshire gewann. Nach seiner Schulzeit studierte Sununu am Massachusetts Institute of Technology und an der Harvard University Ingenieur- und Wirtschaftswissenschaften. Nach seinem Studium arbeitete Sununu in der Privatwirtschaft.
Vom 7. Januar 1997 bis 3. Januar 2003 war Sununu Abgeordneter im Repräsentantenhaus der Vereinigten Staaten. Sein Nachfolger im Amt wurde Jeb Bradley. Vom 3. Januar 2003 bis 3. Januar 2009 war Sununu Senator im Senat der Vereinigten Staaten. Am 4. November 2008 verlor Sununu seine Wiederwahl als Senator gegen die demokratische Politikerin Jeanne Shaheen. Nach seiner Zeit als Senator arbeitete Sununu bei dem US-amerikanischen Unternehmen ConvergEx Holdings.
Sununu ist mit Kitty Sununu verheiratet und hat drei Kinder. Er lebt mit seiner Familie in Waterville Valley, New Hampshire und ist Mitglied der Katholischen Kirche.